# سابین (ویرجینیای غربی)
سابین (به انگلیسی: Sabine) یک منطقهٔ مسکونی در ایالات متحده آمریکا است که در شهرستان وایومینگ، ویرجینیای غربی واقع شده‌است.